# 裴骃
裴骃（？—？），字龙驹，河东郡闻喜县（今山西省运城市闻喜县）人，出自河東裴氏。史学家裴松之之子，官至南中郎外兵參軍。

## 著作
著有《史记集解》八十卷，为旧注《史记》三大家之一。與其父裴松之及其孙裴子野合稱“史學三裴”。

## 家世
- 曾祖父裴昧，光祿大夫
- 祖父裴珪，正員外郎
- 父裴松之（372－451）
- 子裴昭明（－502），官至廣陵郡太守[3]
- 孫裴子野（469－530）

## 評價
- 唐代史学评论家刘知几称他：“开导后学，发明先义，古今传授，是曰儒宗”。